# حركة الموسار
تُعد حركة الموسار حركة دينية وأخلاقية وتربوية يهودية نشأت في القرن التاسع عشر في ليتوانيا بخاصة بين اليهود الأرثوذكسيين الليتوانيين. يعتمد المصطلح العبري موسار على نصوص سفر الأمثال (1:2) ليشير إلى السلوك الأخلاقي والتعليم. تركز الحركة على تعليم الفرد كيفية التصرف على نحو لائق. استخدمت حركة الموسار هذا المصطلح لنقل تعاليم الطريق الأخلاقي والروحي. قدمت الحركة إسهامات كبيرة في أدب الموسار والأخلاق اليهودية. أُحييت الحركة من جديد في القرن الحادي والعشرين بين اليهود من جميع الطوائف بخاصة في الولايات المتحدة.

## الأصل
نشأت حركة الموسار بين اليهود الأرثوذكسيين الليتوانيين ممن لم ينتموا إلى حركة الحاسيديم، كرد فعل على التغييرات الاجتماعية التي جلبتها حركة التنوير وحركة الهسكلة المناظرة عند اليهود الأوروبيين. تسببت مجموعة عوامل في هذه الفترة من التاريخ، كمعاداة السامية والاندماج الكثيف لليهود في المسيحية، والظروف المعيشية المتردية للكثير من اليهود في نطاق الاستيطان، في توتر وخيبة أمل شديدة. أخذت العديد من مؤسسات اليهودية الليتوانية في الانهيار. خشي اليهود الدينيون أن نمط حياتهم سيسلب منهم، وأن الامتثال للقانون والعادات اليهودية التقليدية ولى زمانه. حتى الذين بقوا مخلصين للتقاليد فقدوا ارتباطهم العاطفي بمعناها الداخلي والأخلاقي.

## الزعماء الأوائل
يرجع تأسيس هذه الحركة إلى الحاخام يايسرويل ليبكين سالانتير (1810-1883)، على الرغم من أن جذور الحركة انشقت عن الأفكار التي جاء بها الأدب الرباني الكلاسيكي.

### الحاخام يايسرويل سالانتير
أُلهم يايسرويل ليبكين سالانتير، الحاخام الشاب الواعد ذو المعرفة الاستثنائية بالقانون اليهودي، والكائن في منطقة سالانتي، من معلمه الحاخام يوسف زوندل سالانت (1786-1866) لتكريس حياته لقضية نشر الموسار. كان زوندل سالانت طالبًا للحاخامين تشايم اوف ڤولوزهين واكيفا ايجر، الذين جذبا سلوكهم الطيب المتواضع ونمط حياتهم البسيط اهتمام يايسرويل سالانتير. يُقال إن زوندل سالانت حث سالانتير على التركيز على الأخلاق.
يشتهر يايسرويل سالانتير بأنه حاخام ذو مواهب استثنائية. كما أصبح رئيسًا ليشيفا في فيلنيوس، حيث ذاع صيته سريعًا في المجتمع بسبب علمه. سرعان ما استقال من هذا المنصب ليفتح يشيفته الخاصة. إذ أكد على التعاليم الأخلاقية المستندة إلى الأخلاق المعلمة في الأعمال الربانية اليهودية التقليدية، بخاصة في أدب الموسار. اشتهر سالانتير بإطلاق مصطلح «نهج الموسار»، باستخدام الكلمة العبرية المعنية بالتأديب الأخلاقي أو التصحيح.
أعاد سالانتير إصدار ثلاثة أعمال من أدب الموسار في فيلنيوس بغية تشجيع هذا النوع من الأدب وهي مسيلات يشاريم لموشي حاييم لوزاتو، وتيكون مدوت هانفيش لسليمان بن جبيرول، وحسابون هانفيش لمناخيم مندل لفين.
كما ركز بشكل خاص على تعليم الأخلاق التجارية اليهودية، إذ قال إنه يجب التحقق بعناية من أن طعامنا حلال (كشروت)، وبالطريقة نفسها يجب التحقق من أن أموالنا حلال.
وضع سالانتير مثالًا للمجتمع اليهودي الليتواني خلال وباء الكوليرا في عام 1848، إذ ضمن أن يتم العمل الإغاثي اليهودي من قبل اليهود في يوم الشبات (على الرغم من الحظر العادي للعمل في السبت). أمر اليهود الذين كانت حياتهم في خطر بالأكل بدلًا من الصيام في يوم الغفران (يوم كيپبور).
أنشأت الحكومة القيصرية المدرسة الربانية والمدرسة الثانوية للمعلمين في فيلنيوس عام 1848. وُضع سالانتير مرشحًا للتدريس في المدرسة، لكنه رفض المنصب وغادر فيلنيوس. انتقل سالانتير إلى كاوناس، حيث أسس يشيفته المركزة على أدب الموسار في نيفيوزر كلويز.
انتقل إلى ألمانيا عام 1857. شرع طلابه الخاصون من كاوناس وقتئذ ينشئون يشيفتهم الخاصة في كلم وتلسياي وغيرها. وساعدوا سالانتير فيما بعد على تأسيس مؤسسة أخرى تحت اسم مؤسسة كولل اليهودية بكاوناس.
أسس سالانتير مجلة بعنوان تيفوناه في ألمانيا، وكرسها جزئيًا للموسار. وجمع العديد من مقالاته من تيفوناه لتنشر في إمري بيناه (1878). نُشرت رسالته الأخلاقية إغريت هاموسار أول مرة في عام 1858 ونشرت مرارًا بعد ذلك. كما نُشرت العديد من رسائله في أور يسرائيل (1890)، من تحرير الحاخام يتسحاق بلازر. نُشرت العديد من خطبه في إيفن يسرائيل (1883).
كتب سالانتير أيضًا «مقال حول تثبيت أولئك الذين يتعلمون توراتنا المقدسة». نشر طلابه المقال وسط مجموعة من المقالات بعنوان إتز بري. يُعد هذا المقال مهمًا لاستكشاف مفهوم اللاشعور، من قبل أن يشهد هذا المفهوم انتشارًا واسعًا بفضل سيغموند فرويد. يعرج سالانتير في هذا المقال على مفهوم العمليات الواعية (الخارجية) واللاواعية (الداخلية) والدور الذي تؤديه في الوظائف النفسية والعاطفية والأخلاقية للإنسان. يشرح سالانتير أنه من المهم أن يعي الشخص دوافعه اللاواعية [نيجيوت] ويعمل على فهمها. كما من المهم أن يعلم أن الوقت المناسب للشخص للعمل على السيطرة على الاندفاعات اللاواعية يأتي خلال فترات الهدوء العاطفي، عندما يتمتع الشخص بمزيد من السيطرة على أفكاره ومشاعره. يؤكد سالانتير أنه عندما يكون الشخص في وسط رد فعل عاطفي حاد على حدث، فإنه لا يملك بالضرورة زمام أفكاره وقدراته، ولن يتمكن من تبني منظور أهدأ للسماح لعقله الواعي بالتدخل.
وصف العالم هيلل جولدبرغ وغيره من الأشخاص سالانتير بأنه «عالم نفسي» فضلًا عن كونه عالم أخلاقي.

### الجيل الثاني
تولى تلاميذ سالانتير قيادة حركة الموسار بعد وفاته، وطوروها بطرق مختلفة. قاد أكبر تلميذ له، الحاخام سيمتشا زيسيل زيڤ، يشيفا في مدينتي كلم وغروبينا، التي انفصلت عن النماذج المعتادة لليشيفوت بعدة طرق، خصوصًا عن طريق إيلاء وقت كافٍ لدراسة الموسار وتدريس الدراسات العامة وغير اليهودية. كتب سيمتشا زيسيل زيڤ أيضًا خطبًا ناقشت بعمق مسائل الفضيلة الأخلاقية وأولت اهتمامًا خاصًا لأهمية الحب للآخرين.
أصبح الحاخام يتسحاق بلازر، التلميذ الثاني لسالانتير، رئيس الحاخامات في سانت بطرسبرغ في عام 1861-1862، وقاد لاحقًا كوليل كوفنو. نشر بلازر أيضًا العديد من كتابات سالانتير.
أصبح الحاخام نفتالي أمستردام، التلميذ الرئيسي الثالث لسالانتير، رئيس الحاخامات في هلسنكي.